# Napeogenes potaronus
Napeogenes potaronus är en fjärilsart som beskrevs av William James Kaye 1905. Napeogenes potaronus ingår i släktet Napeogenes och familjen praktfjärilar. Inga underarter finns listade i Catalogue of Life.